# Dagr

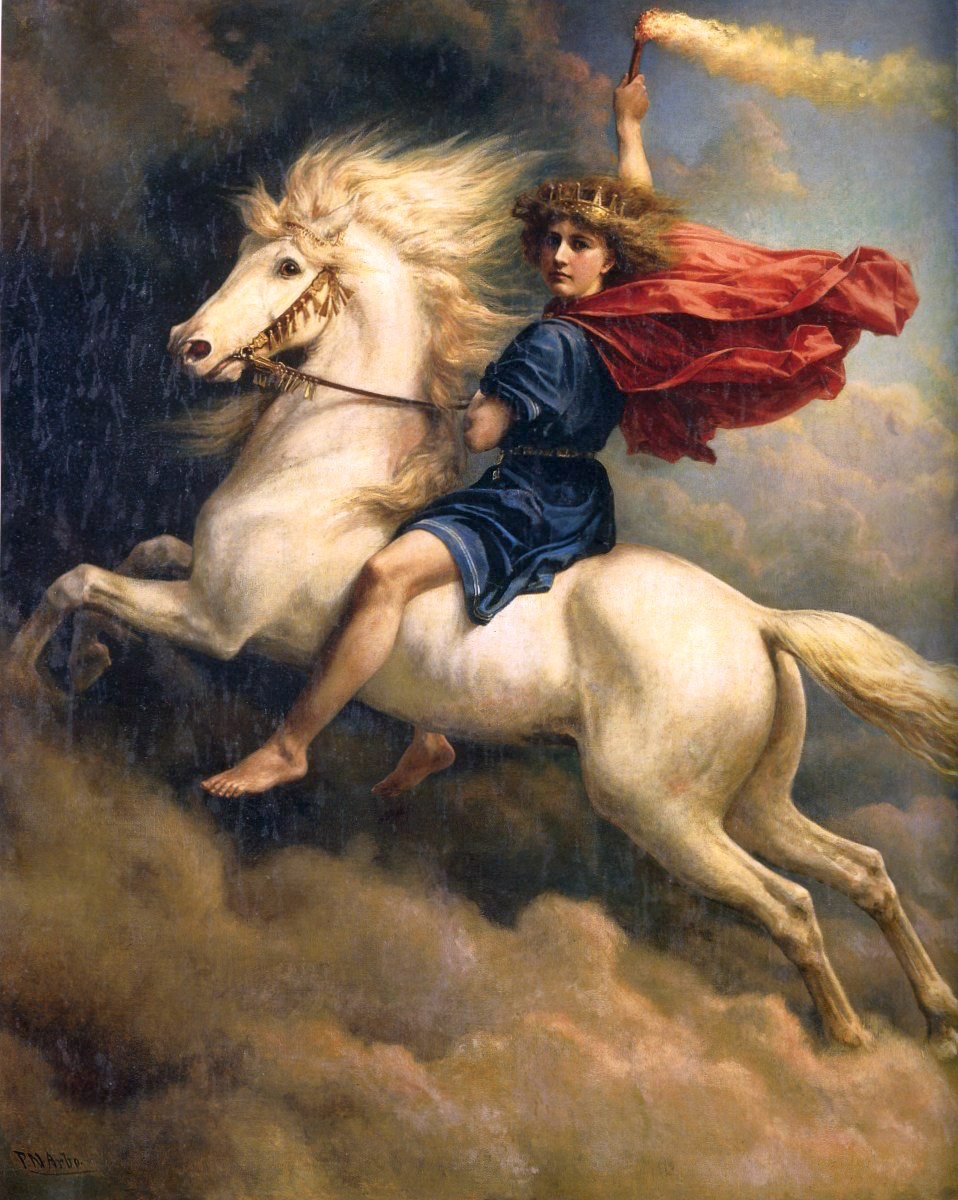
Dagr podle Petera Nicalaie Arba

Dagr je bohem ztělesňující den. Je syn bohyně Nótt a boha Dellingra, bratr Fjörgyn. Jeho zlatý vůz táhne kůň Skinfaxi („kůň světla“ – dar od Ódina), jehož zářící hříva osvětlovala celé nebe i zemi.